# Limhah

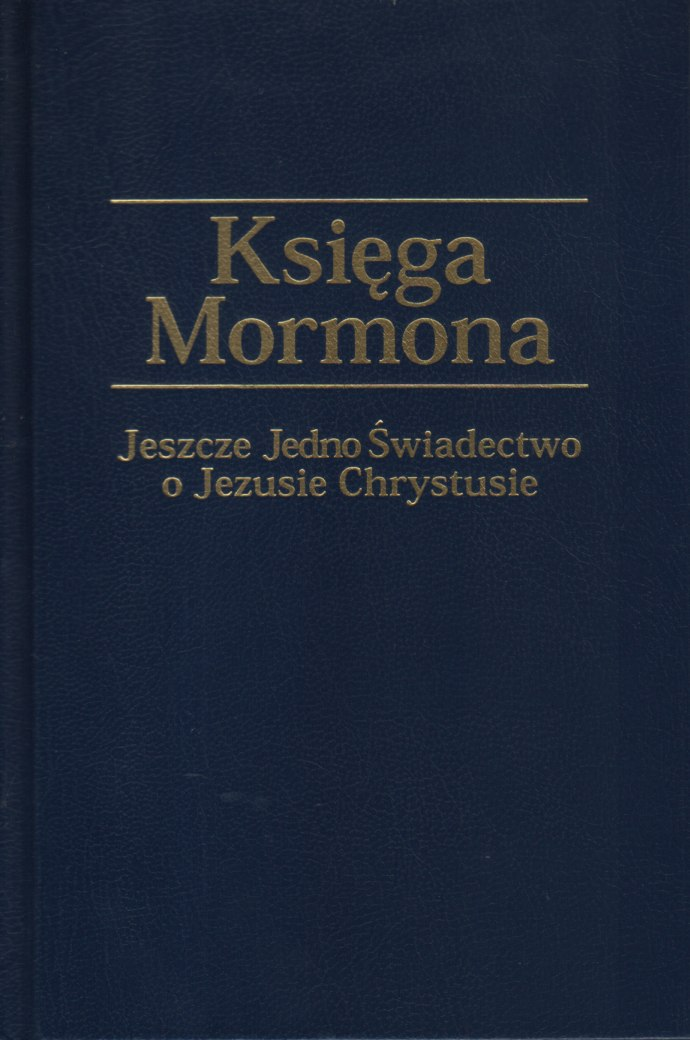
Księga Mormona, jedno z mormońskich pism świętych i jednocześnie źródło wzmianki o Limhahu

Limhah (deseret 𐐢𐐆𐐣𐐐𐐂) – w wierzeniach ruchu świętych w dniach ostatnich (mormonów) neficki wojskowy żyjący w IV wieku n.e. Jeden z dowódców w bitwie na wzgórzu Kumorah z 385, poległ w niej wraz ze wszystkimi swymi podkomendnymi. Jest obiektem spekulacji mormońskich teologów, wykorzystywany bywa też przez apologetów tej tradycji religijnej. Imię Limhah występuje wśród wyznających mormonizm Maorysów.

## Wymowa imienia
Wymowa tego imienia wzbudzała pewne zainteresowanie mormońskich badaczy. Została ona zresztą ujęta w przewodniku po wymowie, dołączanym do każdego egzemplarza anglojęzycznej wersji Księgi Mormona od 1981. Źródła wskazują generalnie niemniej na znaczną różnicę między wymową preferowaną i powszechną współcześnie, a tą z wczesnego okresu kolonizacji terytorium Utah, jeżeli chodzi o wiele nazw i imion z Księgi Mormona. Nie ma takiej różnicy wszelako w przypadku Limhaha. Pierwotna wymowa, zwłaszcza ta stosowana przez Josepha Smitha, ma pewne znaczenie w badaniach nazw własnych występujących w Księdze Mormona, choć, na gruncie mormońskiej teologii, nie jest w nich czynnikiem decydującym. Do ustalenia wymowy używanej przez Smitha wykorzystuje się między innymi wydanie Księgi Mormona w alfabecie deseret z 1869.
Istnieją wszelako relacje ludzi posługujących w procesie nazywanym przez świętych w dniach ostatnich tłumaczeniem Księgi Mormona, które rzucają światło na to, jak Smith pierwotnie radził sobie z nieznanymi słowami. Hugh Nibley, powołując się na relacje skrybów Smitha, stwierdził, że nigdy nie wymawiał on takich słów, zawsze poprzestając na ich przeliterowaniu. Ściśle na gruncie mormońskiej teologii nie próbuje się dociekać pierwotnej wymowy tegoż słowa, podobnie jak nie prowadzi się takowych rozważań wobec słów i nazw nefickich jako takich.
Również na gruncie mormońskiej teologii zauważa się inherentną problematyczność wymowy nazw i imion przynależnych do tej mormońskiej świętej księgi. Ma to wynikać z tego, że żadne z nich nie zostało przekazane Josephowi Smithowi ustnie, z wyjątkiem może imienia Moroniego, który wszak przedstawił się Smithowi w wizji. Z doktrynalnego punktu widzenia sposób, w jaki bohaterowie Księgi Mormona wypowiadali te słowa, pozostał nieznany pierwszemu mormońskiemu przywódcy.

## W Księdze Mormona
Na kartach Księgi Mormona pojawia się wyłącznie w wersie czternastym szóstego rozdziału Księgi Mormona w kontekście rozstrzygającej bitwy konfliktu neficko-lamanickiego, mianowicie bitwy na wzgórzu Kumorah (385). Przez komentatorów uznawany za generała, we wspomnianym starciu dowodził dziesięcioma tysiącami ludzi. Poległ w niej wraz ze wszystkimi swymi podkomendnymi. Wzmiankowany pośrednio również w oszacowaniach liczby ofiar śmiertelnych tejże bitwy.

## W mormońskiej teologii oraz w badaniach nad Księgą Mormona
Istnienie Limhaha nie znalazło potwierdzenia w źródłach zewnętrznych. Językoznawcy związani z Kościołem Jezusa Chrystusa Świętych w Dniach Ostatnich rozważali etymologię imienia tego wojskowego. Wskazywali na trudności w jej ustaleniu, wywodząc ją zasadniczo z języka hebrajskiego, przy dopuszczeniu wszelako innych możliwości. Zauważali także, iż człon lim, z racji na swe częste występowanie na kartach Księgi Mormona winien być prawdopodobnie analizowany oddzielnie. Już starszy George Reynolds w swym opublikowanym w 1891  A Dictionary of the Book of Mormon, Comprising Its Biographical, Geographical and Other Proper Names zauważył podobieństwo między imieniem Limhah a jedną z jednostek nefickiego systemu monetarnego, mianowicie limnahem.
Imię Limhah (w zapisie Rimiha) występuje wśród wyznających mormonizm Maorysów.